# بيت الحاشدي (الطويلة)

تعديل مصدري - تعديل

بيت الحاشدي هي إحدى قرى عزلة بني الحجاج بمديرية الطويلة التابعة لمحافظة المحويت، بلغ تعداد سكانها 153 نسمة حسب تعداد اليمن لعام 2004.